# William Corin
William Corin (* 13. Oktober 1867 in Kent, England; † 2. März 1929 in Sydney) war ein englisch-australischer Elektrotechniker, der die frühen Entwürfe zum Snowy-Mountains-System in Australien fertigte.
Corin besuchte die King’s College School und das University College in London. Er arbeitete zunächst als Zivil-Ingenieur. 1891 wurde er Elektroingenieur und 1895 emigrierte er nach Tasmanien, wo er die Duck Reach Power Station baute.
1907 wurde er Chef-Elektrotechniker des New South Wales Department of Public Works.
1923 gründete er ein privates Beratungsunternehmen.
Der Corin Damm im Australian Capital Territory ist nach ihm benannt.